# Prezel Hardy
Prezel Hardy (ur. 1 czerwca 1992) – amerykański lekkoatleta specjalizujący się w biegach sprinterskich.
W 2009 zdobył złoto mistrzostw świata juniorów młodszych w biegu na 100 metrów. Srebrny medalista młodzieżowych mistrzostw NACAC z Irapuato w biegu na 200 metrów (2012).
Medalista juniorskich mistrzostw kraju oraz mistrzostw NCAA.

## Osiągnięcia
| Rok  | Impreza                               | Miejsce    | Konkurencja        | Lokata     | Wynik |
| ---- | ------------------------------------- | ---------- | ------------------ | ---------- | ----- |
| 2009 | Mistrzostwa świata juniorów młodszych | Bressanone | bieg na 100 metrów | 1. miejsce | 10,57 |
| 2012 | Młodzieżowe mistrzostwa NACAC         | Irapuato   | bieg na 200 metrów | 2. miejsce | 20,40 |

## Rekordy życiowe
- Bieg na 60 metrów (hala) – 6,56 (2014)
- Bieg na 100 metrów – 10,11 (2012) / 10,03w (2012)
- Bieg na 200 metrów – 20,16 (2014) / 20,14w (2014)
- Bieg na 200 metrów (hala) – 20,70 (2014)